# Christina Clemm

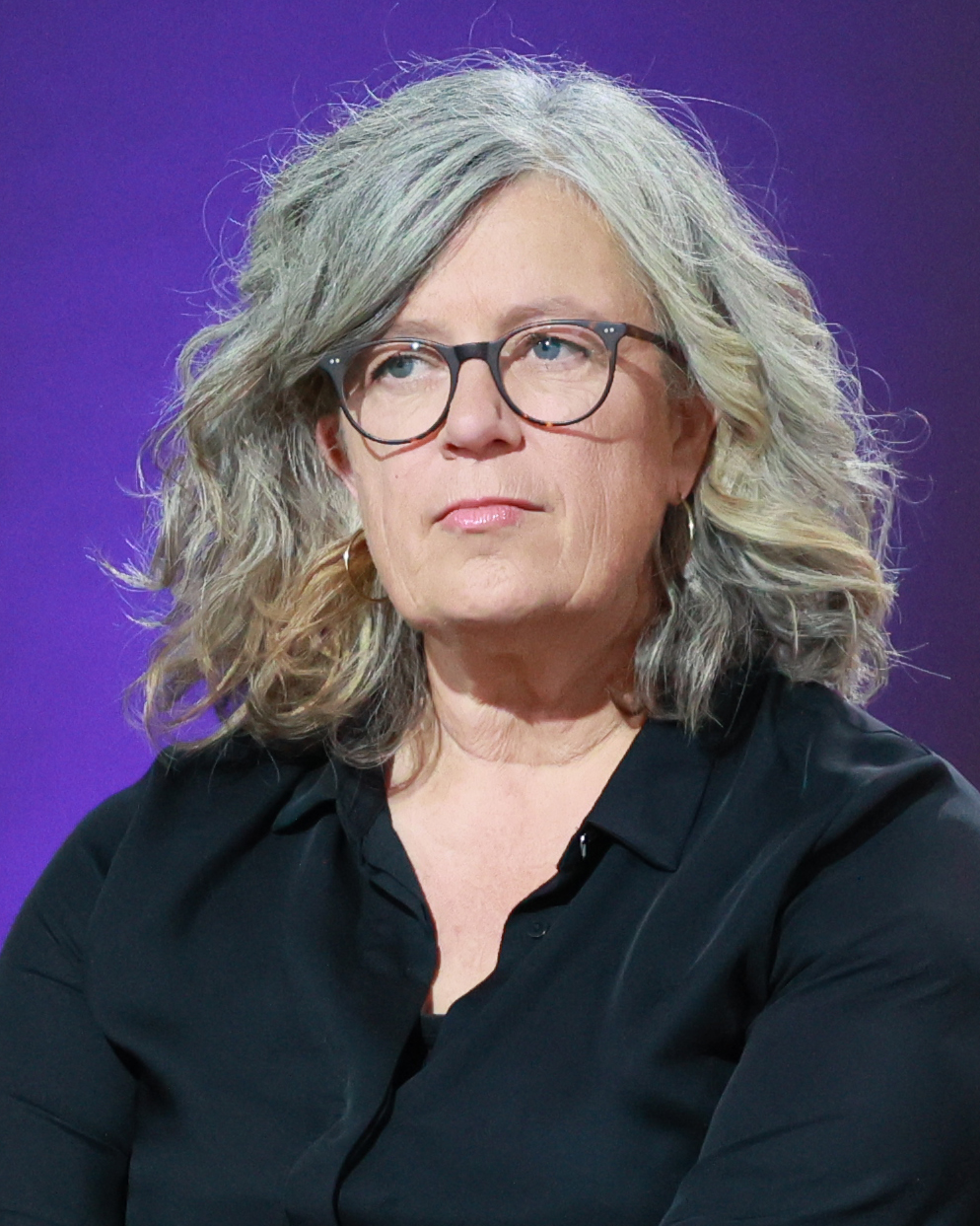
Christina Clemm auf der Frankfurter Buchmesse 2023

Christina Clemm (* 1967) ist eine deutsche Rechtsanwältin für Familienrecht und Strafrecht sowie Sachbuchautorin.

## Leben
Clemm studierte in Berlin und Freiburg Rechtswissenschaften und begann 1997, in einer Kanzlei für Straf- und Familienrecht in Berlin-Kreuzberg zu arbeiten, die ausschließlich aus Anwältinnen bestand. Seitdem hat sie Hunderte von Verfahren als Anwältin begleitet.
Ihre Schwerpunkte sind unter anderem Verfahren wegen sexuellen Missbrauchs und Vergewaltigung, häuslicher Gewalt, Stalking sowie rassistischer und rechtsextrem motivierter Straftaten. Im NSU-Verfahren war sie Teil der Nebenklage. Sie engagiert sich auch gegen Menschenhandel und berät Medien, um der Bevölkerung ein realistischeres Bild von juristischen Abläufen zu vermitteln. Seit Beginn ihrer Anwältinnenlaufbahn vertritt Clemm immer wieder in der Nebenklage Frauen, die Opfer von Partnerschaftsgewalt geworden sind, aber auch Opfer von Polizeigewalt oder rechtsextremer Gewalt.
Von 2015 bis 2017 war Clemm Mitglied der Expertenkommission zur Reform des Sexualstrafrechts beim damaligen Bundesministerium der Justiz und für Verbraucherschutz. Sie hat als Sachverständige in öffentlichen Anhörungen im Bundestag Stellung bezogen, zuletzt im März 2021 zum Antrag Femizide in Deutschland untersuchen, benennen und verhindern.
Clemm ist als Autorin für Zeitschriften tätig und publiziert regelmäßig. Ihr Buch Gegen Frauenhass erreichte die Sachbuch-Bestenlisten von Die Zeit, Deutschlandfunk Kultur und des ZDF.
Clemm lebt in Berlin, ist verheiratet und hat drei Kinder. Clemm war im Januar 2021 Initiatorin der Kampagne Zero Covid.

## Werke
In ihren Publikationen thematisiert Clemm häusliche Gewalt und Gewalt gegen Frauen. Dabei zeigt sie unter anderem, wie Frauen, die öffentlich über sexualisierte Gewalt sprechen, mit Vorurteilen konfrontiert und eingeschüchtert werden. Besonderes Augenmerk legt sie darin auf polizeiliche und juristische Vorgänge. Clemm macht deutlich, dass viele Vorurteile existieren, die sich negativ für die Opfer und strafmildernd für die Täter auswirken. Dies zeige sich bereits in beschönigenden Beschreibungen von Gewaltdelikten, wie z. B. „Familientragödie“ für den Mord eines Mannes an seiner Ehefrau. Opfer müssten vor Gericht wiederholt über Details der Tat aussagen, dies wirke retraumatisierend. Details über ihr Vorleben und ihr Verhalten würden den Opfern der Tat oft negativ ausgelegt. Clemm zeigt auf, dass besonders vulnerable Gruppen wie Migrantinnen oder Frauen aus problematischen Familienverhältnissen leichter zu Opfern würden, aber vor Gericht seltener Gerechtigkeit fänden. Sie fordert daher Pflichtfortbildungen für Richter zum Thema geschlechtsbezogene Gewalt und Fonds für Opfer geschlechtsspezifischer Gewalt.
Ihre Veröffentlichungen zielten darauf ab, Verständnis für die Opfer zu wecken und den einer Tat zugrundeliegenden Frauenhass aufzudecken, so Antonia Baum in einem Interview mit Clemm für Die Zeit. Die von ihr veröffentlichten Sachbücher sind:

### AktenEinsicht
Das 2020 veröffentlichte Sachbuch AktenEinsicht trägt den Untertitel Geschichten von Frauen und Gewalt. Darin werden exemplarisch die Geschichten von acht Frauen erzählt, die auf unterschiedliche Art und Weise Gewalt ausgesetzt waren. Es werden die Vorgeschichte, der Tathergang und die sich anschließenden Gerichtsprozesse beschrieben. Die an die Frauen gerichteten Fragen und Feststellungen wertet Clemm zum Teil als Unterstellungen. In Einschüben erläutert Clemm die jeweilige Rechtslage und das gesellschaftliche Umfeld, um einen Gesamtkontext herzustellen. In den acht geschilderten Fällen geht es um Taten aus den Bereichen Vergewaltigung in der Beziehung, Polizeigewalt, Gewalt durch einen abgewiesenen Verehrer, rechtsextreme Gewalt, häusliche Gewalt und um sexuellen Missbrauch in der Kindheit.

### Gegen Frauenhass
Auch in ihrem zweiten Buch beschäftigt sich Clemm mit den Schicksalen gewaltbetroffener Frauen. Sie konstatiert darin, dass geschlechtsbezogene Gewalt ein strukturelles Problem und das verbindende Thema von Gewaltverbrechen ein Besitzanspruch sei. Die Frau werde nicht als gleichberechtigter Mensch wahrgenommen, sondern als dem Mann unter- und zugeordnet. Dieses Machtgefälle äußere sich als Hass, der im patriarchalen System tief verankert sei. Diese Art von Machtgefälle spiegele sich auch im Rechtssystem, im Gesellschaftssystem und im Wirtschaftssystem. Sie fordert die Abkehr von einer verharmlosenden Täter-Opfer-Umkehr, die Gewalt normalisiere, etwa wenn gefragt würde, warum das Opfer einer Partnerschaftstat den Täter nicht verlassen habe. Es müsse vielmehr die Frage gestellt werden, warum der Täter nicht mit der Gewalt aufgehört habe. 2024 wurde das Buch für den Preis der Leipziger Buchmesse nominiert.

## Auszeichnungen
- 2025: Ehrung mit dem Marie Juchacz-Frauenpreis 2025 durch Ministerpräsident Alexander Schweitzer[16]
- 2025: Auszeichnung als Bücherfrau des Jahres vom Netzwerk BücherFrauen[17]

## Publikationen
- AktenEinsicht. Geschichten von Frauen und Gewalt. Kunstmann-Verlag, Hamburg 2020, ISBN 978-3-95614-357-1.
- Gegen Frauenhass. Hanser Berlin, München 2023, ISBN 978-3-446-27731-1.